# Purper mosdiertje
Het purper mosdiertje (Tubulipora liliacea) is een mosdiertjessoort uit de familie van de Tubuliporidae. De wetenschappelijke naam van de soort werd in 1766 als Millepora liliacea voor het eerst geldig gepubliceerd door Peter Simon Pallas.

## Beschrijving
De kolonie van het purper mosdiertje is meestal verdeeld in uitstralende lobben, die naar het einde toe breder worden. De individuele zoïden zijn georganiseerd in dwarse rijen in elke lob, waarbij deze in elke rij afwisselend naar links en naar rechts divergeren. De kolonies zijn vaak korstvormend, maar kunnen uit het substraat oprijzen.

## Verspreiding
Het purper mosdiertje is wijdverbreid in de Atlantische Oceaan, althans op het noordelijk halfrond, evenals in de Indische Oceaan en de oostelijke delen van de Grote Oceaan. De kolonies groeien op verschillende substraten, waaronder algen en rotsen. Het is geregistreerd op alle diepten van de subtidale zone tot 1900 meter.